# منیزیم لورث سولفات
منیزیم لورث سولفات (به انگلیسی: Magnesium laureth sulfate) با فرمول شیمیایی (C۱۲H۲۶SO۴(C۲H۴O)n)۲Mg یک ترکیب شیمیایی است. که جرم مولی آن متغیر می‌باشد. 